# Фернандес-и-Гонсалес, Мануэль
Мануэ́ль Ферна́ндес-и-Гонса́лес (исп. Manuel Fernández y Gonsález; 6 декабря 1821, Севилья — 6 января 1888, Мадрид) — испанский писатель, тяготевший к традиционным идеалам феодальной и католической Испании.

## Биография
Родился 6 декабря 1821 года в Севилье.
Учился в Гранаде, где был членом общества «La Cuerda».
Вёл богемную жизнь в Мадриде.
Умер 6 января 1888 года в Мадриде.

## Память
- Его имя носят улицы в Испании.

## Творчество
Начав как поэт (Poesías varias, 1858 и др.), Фернандес-и-Гонсалес скоро избрал своей основной специальностью роман — исторический (Martín Gil, 1850—1851; Men Rodríguez de Sanabria, 1853; El cocinero de su Majestad, 1857) и бытовой (Los hijos perdidos, 1866, María, 1868).
Неисчерпаемая изобретательность, яркость описаний, занимательность сюжета, стремительность развивающегося действия делали его одним из лучших подражателей Дюма. Однако поверхностная характеристика действующих лиц, пренебрежение к вопросам стиля, а также чрезмерное обилие фантастических эпизодов в значительной степени снижали художественные достоинства большинства его романов. Отрицательные стороны его творчества объяснялись главным образом исключительной поспешностью и плодовитостью. Им написано около трёхсот романов, занимающих пятьсот томов.
Некоторое время секретарём Фернандес-и-Гонсалеса был писатель Висенте Бласко Ибаньес.